# Backlash (2009)
Pour les articles homonymes, voir Backlash.
Backlash (2009) est un Pay-Per-View de catch de la World Wrestling Entertainment. Il s'agit du 11e Backlash de l'histoire de la WWE. Il s'est déroulé le 26 avril au Dunkin’ Donuts Center à Providence dans le Rhode Island.

## Contexte
Les Pay-Per-View de la World Wrestling Entertainment sont généralement constitués de matchs justifiés par des rivalités ou qualifications survenues dans les différents shows de la WWE : RAW, Smackdown, ECW et Superstars. Les évènements cités ci-dessous se déroulent entre WrestleMania XXV et Backlash 2009.
Les scénarios ici présentés sont la version des faits telle qu'elle est présentée lors des émissions télévisées. Elle respectent donc le Kayfabe de la WWE.

### Triple H, Batista et Shane McMahon contre The Legacy
À la suite de leur match à WrestleMania XXV durant lequel Triple H est parvenu à conserver son WWE Championship face à Randy Orton, Vince McMahon annonce un match trois contre trois à Backlash 2009 entre The Legacy (Randy Orton et ses acolytes Ted DiBiase et Cody Rhodes) contre lui-même, son fils Shane McMahon et le WWE Champion Triple H.
Plus tard, ce match fut désigné par la general manager Vickie Guerrero comme un match pour le WWE Championship : si l'équipe de Triple H gagne, il conserve son titre, mais si The Legacy les vainc, le titre ira à Orton. De plus, elle précise que si l'équipe de Triple H perd par décompte extérieur ou disqualification, le titre reviendra à Orton (alors qu'en temps normal, Triple H aurait conservé son titre).
Dans la même soirée, Vince McMahon et Randy Orton s'affrontent mais Shane McMahon intervient au moment où Orton allait porter son Punt Kick sur son père mais The Legacy débarque pour aider Orton et puis Triple H intervient pour aider Shane mais la Legacy prend le dessus puis Batista (qui était absent de la WWE depuis plusieurs mois pour blessure à cause d'Orton) fit son apparition et vint les secourir. Vince McMahon annonça ensuite que Batista prenait sa place à Backlash, ce serait donc The Legacy contre Triple H, Shane McMahon et Batista. Par la suite, les membres des deux équipes s'affrontèrent en 1 contre 1.

### John Cena contre Edge
Une autre rivalité justifiant un match est celle entre John Cena et Edge pour le WWE World Heavyweight Championship que Cena a obtenu à WrestleMania en battant The Big Show et Edge, le précédent champion, qui l'avait lui-même pris à Cena à No Way Out 2009 lors de l’Elimination chamber alors que Edge ne devait pas participer à ce match. Edge veut en effet une revanche pour reconquérir le titre. Lors du RAW du 6 avril, la femme (de Kayfabe) de Edge Vickie Guerrero annonce que John Cena défendrait effectivement son titre à Backlash, et que ce serait un Last Man Standing match. Plus tard, la WWE annonce que ce sera également un Last Chance pour Edge.

### Jack Swagger contre Christian
Lors du ECW du 7 avril, Tiffany annonce que, à Backlash, Swagger devra défendre son titre contre le vainqueur de « Combats à une élimination ». Il s'agissait en fait de quatre matchs sur quatre semaines. Le premier match opposerait quatre catcheurs, et celui qui subira un tombé est éliminé, la semaine suivante, celui des trois restants qui subit le tombé est éliminé, et les deux derniers « survivants » s'affrontent pour affronter Swagger à Backlash. Le premier match oppose Tommy Dreamer, Finlay, Christian et Mark Henry. C'est ce dernier qui est éliminé par un tombé de Finlay. La semaine suivante, Dreamer est éliminé par tombé de Finlay. Lors du Superstars suivant, Christian bat Finlay et gagne le droit de défier Swagger.

### Matt Hardy contre Jeff Hardy
Après WrestleMania XXV où Matt Hardy a battu son frère Jeff dans un match sans titre, les deux frères s'affrontent de nouveau dans le Smackdown! suivant le PPV dans un Stretcher match dont Matt sort vainqueur. La semaine suivante, Matt est drafté à RAW, mais continue à apparaitre à Smackdown! pour harceler Jeff. Le 17 avril, le nouveau general manager de Smackdown! Theodore Long annonce que le match entre les deux frères sera cette fois ci un "I Quit" match.

### Chris Jericho contre Ricky Stemboat
À WrestleMania XXV, Jericho est parvenu à battre les trois légendes du catch Roddy Piper, Ricky Steamboat et Jimmy Snuka dans un match handicap à élimination. Le 20 avril à RAW, Steamboat annonce qu'il tentera de prendre sa revanche seul contre Jericho.

### CM Punk contre Kane
Lors de Smackdown!, la WWE annonce un match entre CM Punk et Kane. Il s'agit d'un match revanche du Money in the Bank de WrestleMania, le décrochage final de la mallette s'étant joué entre ces deux catcheurs.

### Santina Marella contre Beth Phoenix
Le match fut annoncé à RAW car Santina (Santino Marella travesti) avait trahi son alliée Beth Phoenix à WrestleMania XXV alors qu'elle l'avait protégé lors de la bataille royale. Santina remporta ainsi le titre de Miss WrestleMania et devint la première championne de l'histoire. Ceci marqua la fin de l'équipe Glamarella et le début de la rivalité Marella/Phoenix (il s'agit d'un des rares cas où le public soutient le traitre et non la personne trahie). Beth Phoenix décida alors de s'emparer du titre de Miss WrestleMania car selon elle, il lui revient de droit (sans la trahison de Marella elle aurait remporté le titre). Elle obtint donc un match de championnat et devint aussi la première challengeuse numéro 1 de l'histoire pour ce titre.

## Matchs
| #                                                                | Match                                                                                                  | Stipulation | Durée |
| ---------------------------------------------------------------- | --- | --- | ----- |
| Dark                                                             | Kofi Kingston bat Dolph Ziggler                                                                        | Match simple | 6:15  |
| 1                                                                | Christian bat Jack Swagger (c)                                                                         | Match simple pour le ECW Championship | 11:01 |
| 2                                                                | Chris Jericho bat Ricky "The Dragon" Steamboat                                                         | Match simple | 12:32 |
| 3                                                                | Kane bat CM Punk                                                                                       | Match simple | 9:25  |
| 4                                                                | Jeff Hardy bat Matt Hardy                                                                              | I Quit Match | 19:08 |
| 5                                                                | Santina Marella (c) bat Beth Phoenix                                                                   | Match simple pour devenir Miss WrestleMania | 0:03  |
| 6                                                                | The Legacy (Cody Rhodes, Ted DiBiase Jr et Randy Orton) battent Triple H (c), Batista et Shane McMahon | Six-Man Tag Team Match pour le WWE Championship. Si l'équipe de Triple H gagne, ce dernier conserve le WWE Championship. Par contre, si l'équipe de Randy Orton gagne, ce dernier remporte le WWE Championship. | 22:50 |
| 7                                                                | Edge bat John Cena (c)                                                                                 | Last Man Standing Match pour le WWE World Heavyweight Championship | 28:26 |
| (c) désigne le(s) champion(s) défendant son titre dans le match. | | |       |